# Patinatge de velocitat als Jocs Olímpics d'hivern de 2010 - 1.500 metres femenins
Als Jocs Olímpics d'Hivern de 2010 celebrats a la ciutat de Vancouver (Canadà) es disputà una prova de patinatge de velocitat sobre gel sobre una distància de 1.500 metres en categoria femenina que formà part del programa oficial dels Jocs.
La prova es disputà el dia 21 de febrer de 2010 a les instal·lacions del Richmond Olympic Oval de la ciutat de Vancouver. Hi participaren un total de 36 patinadores de velocitat de 14 comitès nacionals diferents.

## Resum de medalles
| Or         | Argent          | Bronze            |
| Ireen Wüst | Kristina Groves | Martina Sáblíková |

## Resultats
| i: pista interior | e: pista exterior |

| Pos. | Dorsal | P. | Nom                    | CON             | Temps   | Dif.  |
| ---- | ------ | -- | ---------------------- | --------------- | ------- | ----- |
| 1    | 15     | e  | Ireen Wüst             | Països Baixos   | 1:56.89 |       |
| 2    | 17     | e  | Kristina Groves        | Canadà          | 1:57.14 | +0.25 |
| 3    | 16     | e  | Martina Sáblíková      | Txèquia         | 1:57.96 | +1.07 |
| 4    | 14     | e  | Margot Boer            | Països Baixos   | 1:58.10 | +1.21 |
| 5    | 13     | i  | Nao Kodaira            | Japó            | 1:58.20 | +1.31 |
| 6    | 18     | i  | Christine Nesbitt      | Canadà          | 1:58.33 | +1.44 |
| 7    | 8      | i  | Annette Gerritsen      | Països Baixos   | 1:58.46 | +1.57 |
| 8    | 12     | e  | Yekaterina Shikhova    | Rússia          | 1:58.54 | +1.65 |
| 9    | 11     | e  | Anni Friesinger        | Alemanya        | 1:58.67 | +1.78 |
| 10   | 15     | i  | Daniela Anschütz       | Alemanya        | 1:58.85 | +1.96 |
| 11   | 7      | e  | Yekaterina Lobysheva   | Rússia          | 1:59.01 | +2.12 |
| 12   | 14     | i  | Alla Shabanova         | Rússia          | 1:59.35 | +2.46 |
| 13   | 13     | e  | Monique Angermüller    | Alemanya        | 1:59.46 | +2.57 |
| 14   | 2      | i  | Hege Bøkko             | Noruega         | 1:59.52 | +2.63 |
| 15   | 17     | i  | Katarzyna Bachleda     | Polònia         | 1:59.53 | +2.64 |
| 16   | 4      | i  | Heather Richardson     | Estats Units    | 1:59.56 | +2.67 |
| 17   | 10     | i  | Laurine van Riessen    | Països Baixos   | 1:59.79 | +2.90 |
| 18   | 18     | e  | Jennifer Rodriguez     | Estats Units    | 2:00.08 | +3.19 |
| 19   | 11     | i  | Maki Tabata            | Japó            | 2:00.12 | +3.23 |
| 20   | 5      | e  | Wang Fei               | R.P. de la Xina | 2:00.65 | +3.76 |
| 21   | 12     | i  | Cindy Klassen          | Canadà          | 2:00.67 | +3.78 |
| 22   | 10     | e  | Isabell Ost            | Alemanya        | 2:01.69 | +4.80 |
| 23   | 4      | e  | Miho Takagi            | Japó            | 2:01.86 | +4.97 |
| 24   | 9      | i  | Jilleanne Rookard      | Estats Units    | 2:01.95 | +5.06 |
| 25   | 8      | e  | Karolína Erbanová      | Txèquia         | 2:02.01 | +5.12 |
| 26   | 5      | i  | Sayuri Yoshii          | Japó            | 2:02.26 | +5.37 |
| 27   | 1      | e  | Chiara Simionato       | Itàlia          | 2:02.38 | +5.49 |
| 28   | 6      | e  | Anna Rokita            | Àustria         | 2:02.67 | +5.78 |
| 29   | 6      | i  | Yekaterina Aydova      | Kazakhstan      | 2:02.81 | +5.92 |
| 30   | 7      | i  | Noh Seon-Yeong         | Corea del Sud   | 2:02.84 | +5.95 |
| 31   | 1      | i  | Catherine Raney-Norman | Estats Units    | 2:03.02 | +6.13 |
| 32   | 2      | e  | Yekaterina Abramova    | Rússia          | 2:03.19 | +6.30 |
| 33   | 3      | i  | Lee Ju-Youn            | Corea del Sud   | 2:03.67 | +6.78 |
| 34   | 9      | e  | Luiza Złotkowska       | Polònia         | 2:04.01 | +7.12 |
| 35   | 16     | i  | Brittany Schussler     | Canadà          | 2:04.17 | +7.28 |
| 36   | 3      | e  | Natalia Czerwonka      | Polònia         | 2:05.00 | +8.11 |